# Тверецкий канал
Тверецкий канал (Гагаринский канал) — водный канал в городе Вышнем Волочке Тверской области России, соединяет реку Тверцу с рекой Цной и входит в состав Вышневолоцкой водной системы (Вышневолоцкой системы).

## История
Для развития инфраструктуры в Тверском уезде России (Русского царства) царём Петром Алексеевичем было дано указание о строительстве каналов, способствующих улучшению транспортной доступности. В 1701 году Пётр I поручил стольнику воеводе М. П. Гагарину надзор за строительством каналов и шлюзов на Руси. Данный канал был построен к 1703 году. Руководство (надзор) строительством было возложено на царского стольника князя М. П. Гагарина, в честь которого канал сначала и получил имя Гагаринский. Его длина составляла 2909 метров, ширина — 21 метр, глубина — 2—3,5 метра. При соединении канала с Тверцой — гранитный шлюз, при запоре которого вода поднимается на 2,1 метра.
В начале XIX века, когда Вышневолоцкий путь был важнейшим в России, через Тверецкий канал проходило до 6000 судов в год; с развитием Мариинской системы и с постройкой железных дорог — Николаевской и Рыбинско-Бологовской — движение по каналу по экономическим причинам начало быстро сокращаться, и начиная с 1893 года по нему транзитом с Волги на Санкт-Петербург не прошло ни одного судна. В 1899 году на Тверецком канале были нагружены 24 судна (1163 тонны) для отправки вниз по Тверце и разгружены 65 судов (2866 тонн), прибывших с Тверцы. Грузили в Тверецком канале исключительно лесные материалы, разгружали хлеб.

## Водная система
Вышневолоцкая водная система в Тверской области включает в себя реки Цну, Шлину, Тоболку, Цнинский и Тверецкий каналы, Вышневолоцкое водохранилище. Её центр — у окончания Цнинского канала, там, где извилистое русло Цны образует несколько островков и полуостровов, соединенных многочисленными мостиками. На полуострове церковь, которая очень красиво смотрится с Цнинского канала и с берегов Цны. Именно это — действительно очень живописное — место получило название «Северной Венеции». Правда, в отличие от Венеции настоящей, на островках ничего нет, кроме растительности.